# バイエルンの天使
『バイエルンの天使』（バイエルンのてんし）は、 たらさわみちによる日本の漫画。表題作、およびそれに関連して描かれた連作の総称。主として『グレープフルーツ』（新書館）に掲載された（一部の作品は、『プチフラワー』（小学館）などに発表された）。

## 概要
ドイツ、バイエルン州のバートテルツに実在する、テルツ少年合唱団をモデルに、合唱にかける少年たちの青春を描く。
第1作『楽に寄す』はのちにテルツの指導者になるハンスの物話。作者がテルツ合唱団の歌声に触れたのはハンスの声からで、彼をモデルにしてこの作品が誕生したという。。その時に作者が聞いたレコードはモーツァルトの『レクイエム』であり、それをきっかけに当時出ていたテルツ関係のレコードを買い集めたという。この作品が掲載された頃、作者のファンがイギリス留学していたことがあり、ドイツで合唱団員の出演しているオペラを鑑賞し、ペンフレンドとして知り合ったそうである。そのファンより情報を得たことが、のちに作者がテルツ合唱団と知り合うきっかけになったという。
表題作では、シュミット先生を主軸に、テルツ少年合唱団設立までの経緯が描かれている。100ページ読み切り物として描かれたものであり、その時点ではシリーズ化の予定はなかった。その後、作者が欧州旅行をした際に、テルツ合唱団の少年たちと実際に接触し、正式に合唱団に取材をするようになったようである。
第3作「あこがれて異邦人」で、テルツ少年合唱団に魅了されて西ドイツに留学した日本人少女山田萌子が登場し、ほどなくしてジクゥート・ディー・トムの3人組が登場し、主軸のキャラクターとなった。
担当の変更により掲載誌が『グレープフルーツ』誌に移り、雑誌の重い雰囲気から軽めの話にしてほしい、という担当の要望により、4ページコメディと時折長めの読み切りとを織り交ぜる掲載形態になったという。「グレープフルーツ」での連載は、コメディものも含めて、「ぼくら少年合唱団」で、1985年の通巻第22号以降（「苦手ないとこ」から）改題された。ショートショートは最後まで「ぼくら少年合唱団」であった。
登場している合唱団員は名前を微妙に変更しているが、すべて実在の人物である。シリーズ終了後も、作者は数人の元団員と交流しており、主役の3人とは連絡を取りあっていると語っている。

## 主要登場人物

### 表題作
フリードリッヒ・シュミット / フリー
テルツ少年合唱団の総合責任者。14歳の秋にザルツブルクのモーツアルテルム音楽院に転校し、合唱団のプレフェクト（合唱指導教育係）に出世し、アロイジアーとも交際するが、失恋する。ハインツと音楽理論の点でも対立し、彼に怪我をさせてしまったことがきっかけで、自身の音楽面での才能に見切りをつけ、父親の病状を理由に音楽院を去る。だが、シュテファンの励ましがきっかけで再度音楽の道を目指すことになり、父親のすすめと地元の教育委員会の推薦で、テルツ少年合唱団を設立する。バイエルンのラジオで曲が放送されたことで、合唱団への名望が集まり、世間に認められる。
アルマ
フリードリヒの幼馴染みで、シュテファンの姉。のちにフリードリヒの伴侶となる。
シュテファン
フリードリヒのことを慕う同郷の少年で、アルマの弟。悪性の貧血であったが、合唱団のために命をかけて練習に参加する。教会で天使の像を見た後、なくなった子供は天使として天上で永遠に美しい声で歌い続けるというフリードリヒの話を聞いて安堵しつつ、昇天した。
アロイジアー
フリードリヒが音楽院で出会った勝気な少女。指揮者クルト・リッター教授の姪で、学院の王女的存在。気紛れで、フリードリヒに興味を持ってつきあうが、将来性のあるハインツに乗り替える。
オットー・グルーバー
フリードリヒの音楽院での同級生で、友人。同じバイエルン地方出身。
ハインツ・メヒテル
フリードリヒの音楽院でのライバル。アロイジアーの婚約者になる。少年と大人の合唱に差はないと主張し、少年独自の声を生かし切れていないとフリードリヒに批判される。ナチスに家族を殺されたという恨みを持っており、バイエルン地方からナチスが誕生したことでフリードリヒを皮肉り、アロイジアーや指揮者の件で挑発する。その後、フリードリヒの育てたテルツ少年合唱団の歌声を聞き、改心して謝罪する。

### テルツ少年合唱団団員
ハンス・アルトマイヤー
『楽に寄す』・『嘆きのディド姫』・『ぼくらの変わる日』などの主人公。物語の真の主役。テノール歌手クレン・アルトマイヤーの孫で、ソプラノを担当。テクニックに溺れすぎた歌い方をしているとシュミット先生に指摘され、思わず反発する。両親の事故死後、伯父のクナーク夫妻に引き取られ、音楽への道を断念するが、教会の合唱に唱和して思わず歌ったところ、周囲の注目を集め、心をこめて歌うことの大切さを知り、音楽への情熱を取り戻す。14歳になった時、1974年のミュンヘンのコンサートで声の変調を感じ、最後のレコーディングを終えた後、8月のザルツブルクのコンサートで変声期を迎え、同期のレンネルに後を託し、ムタンテン・プローペを受講することになった。その後、シュミット先生の入院中に、合唱団の指揮を任されてもいる。
レンネル
変声期を迎えたハンスの代わりに、ソロ・パートを担当。
ジクゥート・ミュラー
流し目が魅力的な黒髪の美少年。14歳にして、変声期を迎えていない。少年合唱団の中核であるカンマーコアのリーダー的存在で、彼が物語の中心になることが多い。感情を表情に出さないタイプ。
ディー（ディードリヒ）・ルッティエ
三人組のなかでは、一番の優等生。アメリカに引っ越すにも係わらず、主役を任されて、ジクゥートに悩みを訴えたこともある。
トム（トーマス）・バークライン
女装が得意な、やんちゃな、カーリー・ショートヘアーの少年。サッカーが好きで、ペレのファン。少年合唱団と学校生活との両立に悩み、学校の友人との付き合いを優先させていた時期がある。
ヨォゼフ・バウマン（ゼッピィ）
登校拒否児・自閉症気味の少年。1年前にイタリアからドイツへ移住し、言語が通ぜず、登校拒否を起こしていたが、萌子が聞かせたテルツ合唱団のLPに刺激を受け、母親の反対を押し切って入団テストを受け、無事合格する。
アラン・ルュッケット
カンマーコアの一員。3年前に、10歳のジクゥートがソロを歌っているのを耳にし、サインを求める。その後、テルツ合唱団に入団するが、自分がジクゥートから敬遠されているのではないか、と悩む。
クラウス
オペラ祭の最中に変声期を迎えて、ジクゥートに代役を任せる。おもてには見せなかったが、内心では非常に残念に思っていたが、ハンスの励ましにより立ち直る。
トビアス
カンマーコアの一員。学校では、陸上部に所属している。８歳の時、音楽教師のすすめで、テルツに入団。一歳年長の従兄弟ヨアヒムのいやがらせを受けていた。
アイビィ
少年団の中では一番の最年少。背が低いことを遊園地で通りすがりの不良にからかわれ、むっとしたこともある。

### その他の合唱団員
コンスタンティン
アラン
クリスティアン
シュテファン
アルクス

### その他
クナーク氏
ハンスの伯父で、両親の事故死がきっかけでハンスを引き取る。一見ハンスに冷淡な態度を取り、ハンスが合唱団に戻ることに反対するが、実はハンスの母親である妹を溺愛しており、妹がチェロ奏者のもとへ嫁いで、列車事故でなくなったことで、音楽に対する偏見を持っていた。娘のリザヴェータの件で考えを改める。
リザヴェータ・クナーク
ハンスのいとこで、病弱な少女。ハンスの歌に感動し、彼が歌うことに反対する父親に反発する。病で危篤状態になるが、ハンスの歌声に励まされ、命をつなぐ。
山田萌子
『あこがれて異邦人』・『めざめのソナタ』の主人公。テルツ合唱団のレコードを聴いてファンになり、ドイツ留学を決意。19歳にして憧れの西ドイツ、ミュンヘンの地を踏むが、入寮時にトラブルがあり、今野らの紹介で、オペア（住み込みのお手伝いさん）としてバウマン家にホームステイすることになる。ヨォゼフにテルツ合唱団のLPをきかせて、自閉症の彼に団員への道を歩ませる。
浅香
ドイツ留学中の日本人で、萌子にオペアの家として、バウマン家を紹介する。
今野一昭
浅香の友人で、萌子に多少気がある。彼もまた、音楽の道を志している。
バウマン氏
ヨォゼフの父親で、ホテルのコック長。
バウマン夫人
ヨォゼフの母親で、萌子を家族同然に遇し、子守の仕事をさせる。息子のテルツ合唱団入団に反対していた。
バルバラ
シュミット先生の娘。
エイブリン
「フィガロの結婚」でジクゥートの相手役を勤めた、少し年長の少女。
コンラート
エインブリンの男友達。
グラーフ
トムのかよっているギムナジウムの担任教師。トムの成績が急落しているのを気に掛け、落第は認められないと忠告する。
ヴェヒター
ジクゥートが西ベルリンで出会った、ベルリンの壁を越えられず、妻と再会できなくなってしまった老人。
デイルムガルト
ヴェヒターの妻で、東ドイツ居住。65歳。
ヨアヒム
トビアスの近所に住んでいた従兄弟。年長を傘に着せて、トビアスに嫌がらせをし、ライバル視していた。実は、トビアスよりも前にテルツの入団テストを受けていた。1年前にボンに移住。
マグダレーネ・エッカー
ワーグナーを得意とした、往年のオペラ歌手。戦争中に大病を煩い、アムスタインの森で暮らす。ジクゥートたちにスグリ酒をふるまう。
ルーザリンデ
ヴォール銀行の頭取令嬢で、バイオリニスト、C・クラウスの孫。ウィーンで自由時間中のディーと知り合う。万引をしたり、遊園地のメリーゴーラウンドの本物の馬を解放するなど、不良めいた行動をしていた。
エリカ
ハンスが音大に在籍していた時のガールフレンド。ハンスが合唱団の仕事にかまけているうちに、心がすれちがってしまっていた。成長して、父親の会社の舞踏会にジクゥートたちを借り受けるべく、交渉しにハンスのところを訪れる。

## 作品
1. 楽に寄す（シリーズ第1話・週刊少女コミック1977年7号）※原題「高らかに永遠（とこしえ）に」[9]
2. バイエルンの天使（週刊少女コミック1978年32号(7月30日号)・33号）
3. あこがれて異邦人（プチフラワー1980年秋の号）
4. 嘆きのディド姫（プチフラワー1981年秋の号）
5. 恋するケルビーノ（プチフラワー1982年1月号）
6. めざめのソナタ（プチフラワー1982年11月号））※3の続篇で、1年半後の物語。ジクゥートもスリーカット出演。
7. いつものようにモーツァルト（グレープフルーツ第6号〔1982年発行〕）
8. トーマスの特別休暇（グレープフルーツ第9号〔1983年発行〕）
9. ぼくらの変わる日（グレープフルーツ11号〔1983年発行〕）
10. ねじの回転[10]（グレープフルーツ第14号〔1983年発行〕）
11. 月のアラベラ星のズテンカ[11]（グレープフルーツ第17号〔1984年発行〕）
12. ベルリンの風（グレープフルーツ第18号〔1984年発行〕）＊ジクゥートが主役の、東西ベルリン分断の悲劇を描いた傑作。
13. ばらの騎士[12]（グレープフルーツ第21号〔1985年発行〕）
14. 苦手ないとこ（グレープフルーツ第22号〔1985年発行〕）
15. 真夏の森の夢（グレープフルーツ第23号〔1985年発行〕）
16. ウィーンでグーテンターク（グレープフルーツ第24号〔1985年発行〕）
17. 初めての舞踏会（グレープフルーツ第26号〔1986年発行〕）
18. 歌の翼を再び（初出誌不明）

※ スペシャル：こんにちは天使たち
※ ぼくら少年合唱団：（グレープフルーツ4号、5号〔1982年発行〕、7号、8号、10号、13号〔1983年発行〕、15号、16号〔1984年発行〕、20号、25号〔1985年発行〕 - 3頭身キャラを交えて描かれる、コメディタッチの合唱団ショートショート。

## 書誌情報
- ペーパームーンコミックス版  全4巻（新書舘）（B6判）
- 講談社漫画文庫  3巻
- 光風社出版（来夢コミックス）全1巻セレクション（A5判）
  - 収録作品
  - 「嘆きのディド姫」
  - 「いつものようにモーツアルト」
  - 「トーマスの特別休暇」
  - 「ぼくらの変わる日」
  - 「ベルリンの風」
  - 「苦手ないとこ」
  - 「ウィーンでグーテンターク」
  - 「真夏の森の夢」
  - 「テルツ少年合唱団のやさしいお父さん、ゲルハルト・シュミット・ガーデン教授インタビュー」（1986年）

### 関連書籍
- こんにちは天使たち　バイエルンの天使スペシャル（1986年、新書館）– カラーイラスト、写真、テルツ少年合唱団の少年へのインタビュー、描き下ろし40ページのコミックなどから構成されたスペシャル本。1986年9月のテルツ少年合唱団の来日を記念して出版された。B5版。